# Los girasoles ciegos
|  | Per a altres significats, vegeu «Los girasoles ciegos (pel·lícula)». |

Los girasoles ciegos és un llibre de contes d'Alberto Méndez, compost de quatre relats: "Si el corazón pensara dejaría de latir", "Manuscrito encontrado en el olvido", "El idioma de los muertos" y "Los girasoles ciegos". Va ser publicat el 2004 per Editorial Anagrama i està ambientat a la Guerra Civil Espanyola. Ha inspirat la pel·lícula homònima dirigida per José Luis Cuerda, amb guió de Rafael Azcona i de Cuerda.

## Argument
Els personatges s'entrecreuen en els relats, la qual cosa dona certa continuïtat al llibre. Així, per exemple, el final del capità Alegria, protagonista de la primera història, el descobrim en el tercer, ja que comparteix presó amb Juan Senra, el soldat republicà que va guanyant dies de vida, inventant-se històries sobre Miguel Eymar, fill del coronel i la seva esposa. D'altra banda, el segon i quart relat tenen com a fil conductor a l'Elena, l'estimada d'un poeta de setze anys que mor fugint de l'exèrcit franquista després de donar a llum en el segon conte. A l'últim capítol (que dona títol al llibre) trobem que és filla d'un intel·lectual republicà, amagat en un armari fins a tenir l'oportunitat de fugir amb la seva esposa i el seu fill.

## Premis
- Primer Premi Setenil
- Premi de la Crítica
- Premi Nacional de Narrativa

## Vendes
Es va convertir en el fenomen editorial de l'any de la seva publicació: Anagrama porta gairebé 250.000 exemplars venguts. És el llibre d'entre els originals en castellà amb més vendes d'aquesta editorial. L'obra va triomfar després de la mort de l'autor abans de conèixer el seu èxit; i fan d'aquest llibre el de més vendes de la seva editorial d'entre els autors originals en castellà.